# Jean-Armand de Hercé
Pour les autres membres de la famille, voir Famille de Hercé.
Jean-Armand de Hercé Oisseau, né le 12 octobre 1759 au château du Pont - La Haie-Traversaine, paroisse d'Oisseau, et mort le 11 février 1841 à Saint-Mars-du-Désert, est un militaire, homme politique et généalogiste français.

## Biographie

### Carrière militaire
Jean-Armand de Hercé est né le 12 octobre 1759, au château du Pont (détruit depuis) à Oisseau.
D'une famille d'ancienne noblesse du Maine, il est le fils de Jean René de Hercé, chevalier, seigneur du Plessis et du Coudray, et de Françoise Urbaine Marie Billard de Lorière, et épouse en 1790 Marie-Anne de Gruel. Admis aux pages de la petite Écurie, il arrive au grade de premier page du roi, puis, nommé à une compagnie de Dragons au régiment de Noailles en 1781 à l'état de capitaine de Dragons.
En avril 1789, son régiment étant à Carcassonne, il reçoit l'ordre de se rendre à Toulouse avec un détachement de 100 Dragons, pour y maintenir la tranquillité. Les instructions reçues de Versailles lui défendent de faire usage de ses armes, mais il prend sur lui de garder cet ordre secret. Le Parlement et les capitouls appellent le détachement à repousser les habitants du faubourg Saint-Cyprien qui menaçaient de piller le marché des grains de la ville. Hercé place ses soldats en bataille sur la place des Barnabites à l'entrée du pont Saint-Cyprien; les gardes nationaux et une cinquantaine de charpentiers armés de haches occupent le côté opposé, tandis qu'une foule occupe le centre de la place et "se livre aux imprécations les plus atroces". Jean-Armand de Hercé les harangue sans succès ; les charpentiers désertent la place. Quant à la foule, d'où partent quelques coups de fusil, elle croit que les dragons vont résister, et n'ose forcer le passage. L'émeute aura duré cinq heures. Rentré au quartier, le capitaine prévient le président du Parlement et les Capitouls des ordres qu'on lui avait donnés.
À la suite de ses prises de position et des pressions politiques il doit quitter son détachement le 10 juin 1790. Rentré à Mayenne il retrouve sa famille et épouse Marie-Anne de Gruel.
Il rejoint Paris le 13 septembre 1791 (jour où Louis XVI approuve la Constitution) puis son armée à Ath où il retrouve son colonel, le baron de Gallifet. Le cantonnement d'Ath passe alors à Huy, sous les ordres du prince de Bourbon et du duc d'Enghien. M. de Hercé se joint à l'armée d'invasion, dans le corps des mousquetaires, et se trouve à Longwy, Verdun, Somme-Tourbe près de Châlons-sur-Marne. Après le licenciement de l'armée rentrée en Allemagne, il rejoint son corps à Huy, puis à Maastricht où il se trouvait lorsque les Républicains vinrent l'assiéger.
Lors de la nouvelle invasion de l'Allemagne par les Français en 1794, il gagne la Hollande puis passe en Angleterre pour y retrouver ses oncles à Bath.
Il devait faire partie de l'expédition de Quiberon dans le corps noble de Williamson, avec les deux titres d' enseigne sur mer et de major d'infanterie sur terre au régiment de Chambray, , disait-il. Les brigades nobles formées à Guernesey et à Jersey, et s'embarquent début juillet 1795 pour Cowsen Bay, où orage et tempête les retiennent quinze jours. Le désastre de Quiberon (21 juillet 1795) survient dans l'intervalle, et la flotte rétrograde à Spithead où le Comte d'Artois se trouve alors. On s'embarque de nouveau pour la baie de Quiberon, le prince (futur roi Charles X de France) débarque à l'Île d'Yeu, puis toute la flotte fait voile de nouveau pour l'Angleterre. La brigade de Williamson revient à Guernesey, et est licenciée fin 1796 à l'Île de Wight.
Rentré à Londres, Jean-Armand de Hercé est créé, le 1er mars 1797, chevalier de Saint-Louis, et lieutenant-colonel de cavalerie.
Dès avant 1800, comme la plupart des officiers émigrés, il comprend que son rôle militaire est désormais inutile et profite des avances que fait le Premier consul. Le 3 janvier 1801, il quitte Londres, gagne la France via Rotterdam, et arrive, après mille traverses, en avril 1801 à Fontainebleau chez sa cousine Madame du Pré de Saint-Maur. Sa femme Marie-Anne, qu'il n'avait pas vue depuis avril 1791, vient l'y rejoindre. En septembre, on lui accorde une surveillance et il rentre en Mayenne. Un décret de 1803 lui rend ses terres de la Haie et des Grandes-Brételières, qu'il vend par précaution à, sa belle-sœur, Louise de Gruel.

### Carrière politique
En 1814 le choix de ses concitoyens de Mayenne le mettent à la tête de la députation chargée de porter leurs vœux à Louis XVIII.
En 1815, il est élu aux Élections législatives d'août 1815 par le collège de département, avec 120 voix sur 203 votants et 255 inscrits. Il siège dans la Chambre introuvable comme royaliste. En 1816, il est commandant de la garde nationale (laquelle sera dissoute par Charles X en 1827).

### Le généalogiste
Jean-Armand de Hercé rédigea en 1785 un travail généalogique sur sa famille, qu'il présenta à M. Cherrin et qui suppose des recherches sérieuses, spécialement faites dans le chartrier de Levaré. Il écrivit aussi un Livre de raison.
En 1831, il mit la dernière main à l'histoire généalogique des Hercé. Quelques brèves annotations de sa main vont jusqu'à l'année de sa mort, en 1841.
Ses manuscrits fournissent de précieux renseignements sur les épisodes militaires de sa carrière, sur l'émigration des nobles en Angleterre lors de la Révolution française et sur l'expédition de Quiberon.